# Benjamin Ratner
Pour les articles homonymes, voir Ratner.
Benjamin Ratner est un acteur, scénariste et réalisateur canadien né en 1965 à New Haven au Connecticut aux États-Unis.

## Filmographie

### Réalisateur
- 2003 : Moving Malcolm
- 2005 : Robson Arms (1 épisode)
- 2007 : Power Lunch
- 2013 : Down River
- 2016 : Ganjy
- 2021 : Trigger Me (6 épisodes)

### Scénariste
- 2003 : Moving Malcolm
- 2007 : Power Lunch
- 2011 : Sisters and Brothers
- 2013 : Down River
- 2016 : Ganjy
- 2018 : Rachel
- 2021 : Trigger Me (6 épisodes)

### Acteur

#### Cinéma
- 1992 : En quête de liberté : le gars le plus proche
- 1993 : Tomcat: Dangerous Desires : Fred
- 1995 : Orky : l'homme des effets spéciaux
- 1995 : Midnight Heat : l’agent
- 1995 : For a Few Lousy Dollars : Danny
- 1995 : The Crash : Ellis
- 1996 : White Tiger : Cordero
- 1996 : Les Professionnels : Deimos
- 1996 : Profile for Murder : Tony le médecin légiste
- 1998 : Tempête de feu : Wilkins
- 1998 : Dirty : Tony
- 1998 : Le Détonateur : Sergent Orono
- 1998 : American Dragons : Angelo
- 1998 : Zacharia Farted : Brian Moore
- 1999 : Question of Privilege : Owen Kerr
- 2001 : Last Wedding : Noah
- 2001 : Mise à feu : Agent Webber
- 2001 : Shot in the Face : Brian
- 2002 : Looking for Leonard : Ted
- 2002 : Long Life, Happiness and Prosperity : Ernie le gérant
- 2002 : 19 Months : Rob
- 2003 : Ivresse et Conséquences : l’officier
- 2003 : Cody Banks, agent secret : McAllister
- 2003 : Moving Malcolm : Gene Maxwell
- 2003 : See Grace Fly : Ralph
- 2003 : A Problem with Fear : Alan
- 2003 : Mon chien, ce héros : le père de Wilson
- 2005 : Severed : Ray
- 2006 : Agent de stars : Dr Kevin Sands
- 2006 : Expiration Date : Lazar
- 2006 : Mount Pleasant : Doug Cameron
- 2006 : Gray Matters : Derek
- 2007 : Givré ! : Stan Milbank
- 2007 : American Venus : Cabbie
- 2007 : Normal : Tim
- 2008 : Mothers and Daughters : Benjamin
- 2010 : Amazon Falls : Derek Grayson
- 2010 : Repeaters : Bob Simpson
- 2010 : Fathers and Sons : Bernie
- 2010 : Guido Superstar: The Rise of Guido : Cabbie
- 2011 : Knockout : M. Doyle
- 2011 : Sisters and Brothers : Jerry
- 2015 : Badge of Honor d'�Agustin (es) : le médecin légiste
- 2017 : Wonder : M. Davenport
- 2019 : L'Incroyable Aventure de Bella : Dr Gann

#### Télévision
- 1991 : Mom P.I. (1 épisode)
- 1993 : Street Justice : Sylvan (1 épisode)
- 1994 : Cobra : Jorge Scardino (1 épisode)
- 1995 : MANTIS : un assistant (1 épisode)
- 1995 : L'As de la crime : Willard (2 épisodes)
- 1995 : Drôle de chance : Rob Gold (1 épisode)
- 1995-1998 : Au-delà du réel : L'aventure continue : Blanco et l'électricien (2 épisodes)
- 1996 : Highlander : Bryce Korland (1 épisode)
- 1996 : Sliders : Les Mondes parallèles : Tommy Greenfeld (1 épisode)
- 1996 : Poltergeist : Les Aventuriers du surnaturel : l'avocat de Kyle (1 épisode)
- 1996 : Les Repentis : Moran (1 épisode)
- 1996 : Susie Q : le réalisateur de télévision
- 1997 : The Sentinel : Sneaks (1 épisode)
- 1998 : Trop tard pour être mère ? : Harry Weinstock
- 1999 : Becker : M. Hernick (1 épisode)
- 1999-2001 : Sept jours pour agir : David Harold et Walter (2 épisodes)
- 2000 : Coroner Da Vinci : Jerome (1 épisode)
- 2001 : L'Invincible : Ashur (1 épisode)
- 2001-2006 : Stargate SG-1 : Dr Hutchinson et le producteur (2 épisodes)
- 2001 : Mysterious Ways : Les Chemins de l'étrange : Ben Cameron (1 épisode)
- 2002 : La Treizième Dimension : Lafe Narz (1 épisode)
- 2002-2006 : Dead Zone : Boyd Lumely et Gabriel Barnes (2 épisodes)
- 2004 : Kingdom Hospital : Ollie (10 épisodes)
- 2004 : Smallville : Hanison (1 épisode)
- 2005-2006 : Da Vinci's City Hall : Sam Berger (13 épisodes)
- 2007 : Supernatural : Walter Dixon (1 épisode)
- 2008 : The L Word : Dan (1 épisode)
- 2009 : Defying Gravity : le chirurgien (1 épisode)
- 2011 : Facing Kate : Willie Schmidt (1 épisode)
- 2011 : L'Heure de la peur : le père de Chris (1 épisode)
- 2011 : Endgame : M. Black et Dennis Grovener (1 épisode)
- 2011 : Flashpoint : Tony Kramkov et Alexi Kanisky (1 épisode)
- 2011-2012 : Eureka : Dr Fung (2 épisodes)
- 2013 : Hell on Wheels : L'Enfer de l'Ouest : Clement Beale (1 épisode)
- 2013 : Arctic Air : Max (1 épisode)
- 2014-2015 : Continuum : Gord Solomon (3 épisodes)
- 2018 : Les Voyageurs du temps : Dr Ivon Teslia (7 épisodes)
- 2019 : Le Maître du Haut Château : Erwin (1 épisode)